# 籾井優里奈
籾井 優里奈（もみい ゆりな、1月2日 - ）は、日本の歌手・ラジオパーソナリティ。身長157cm。血液型A型。京都市出身。パームトーン・エージェンシー所属。プロデューサーは冴沢鐘己。

## 主な活動
- 2014年（平成26年） - fm GIG加入。ラジオ「サンサンひまわりラジオ」スタート。
- 2015年（平成27年） - パームトーン・エージェンシーと所属契約し、PALMTONE RECORDSよりいしだみつにゃん公認ソング「明日への誓い」でCDデビュー。
- 2017年（平成29年） - デイリーファッション「パレット」CMソング担当[2]。テレビCMにも出演。2nd.シングル「ときめきドリームパレット」リリース。
- 2019年（令和1年） - FM京都「佐々木清次のYUME.com」レギュラーアシスタント。
- 2021年
  - 大末建設CM出演[3]。
  - 2nd.アルバム『季節風便（きせつふうだより）』収録曲「夢を見るかもしれない」が、テレビ朝日「じゅん散歩」2021年10・11月エンディング曲となる。
- 2022年（令和4年） - 2nd.アルバム『季節風便（きせつふうだより）』収録曲「指切りのサマーホリデー」が、QAB琉球朝日放送「こきざみぷらす」2022年6月度エンディング曲となる[4]。
- 2023年（令和5年） - 所属レーベル（PALMTONE RECORDS）が 徳間ジャパンコミュニケーションズと販売契約を締結したことにより、以後の作品からメジャー・リリースとなる[5]。

## ディスコグラフィー

### シングル
- 2015年9月 - コラボ「明日への誓い」（籾井優里奈&MIU名義）
- 2016年8月 - 1st.「天気雨にウィンクを」
- 2017年8月 - 2nd.「トパーズの未来／ときめきドリームパレット」（デイリーファッション「パレット」CM曲）
- 2020年6月 - 3rd.「君は流星形／春ニシテ君ヲ」
- 2020年12月 - 4th.「さよなら、サブリナ」
- 2021年5月 - 5th.「指切りのサマーホリデー」
- 2024年6月 - 6th.「ミスティック・ブルー」（デジタルリリース）
- 2025年5月 - 7th.「ガーディアン・エンジェル／透明な水」（デジタルリリース）[6]

### アルバム
- 2019年5月 - 1st.『空色日記』
- 2021年9月 - 2nd.『季節風便』（テレビ朝日「じゅん散歩」2021年10・11月エンディング曲「夢を見るかもしれない」、小山卓治公認カバー曲「下から2番目の男」、QAB琉球朝日放送「こきざみぷらす」2022年6月度エンディング曲「指切りのサマーホリデー」収録）
- 2023年4月 - 1st.『空色日記』新装リマスター盤（メジャーリリース）
- 2025年1月 - ベストアルバム『情熱模様』（デジタルリリース）[7]

## ラジオ
- 優里奈のサンサンひまわりラジオ（fm GIG　月曜 23:30 - 24:00、2014年 - ）
- 天然!OPP（fm GIG　木曜 21:00 - 22:00、2015年 - ）
- 佐々木清次のYUME.com（FM京都　土曜 21:00 - 23:00、2019 - 2020年）
- Showky☆優里奈の、だって水曜だもの!（FM泉大津　毎月第3水曜 18:00 - 18:55、2019年 - ）
- Feel So Happy!!（FMはしもと　毎週木曜 19:00 - 19:30、2025年 - ）